# Cubocephalus lissopleuris
Cubocephalus lissopleuris là một loài tò vò trong họ Ichneumonidae.